# Speyrer Kräuterbuch

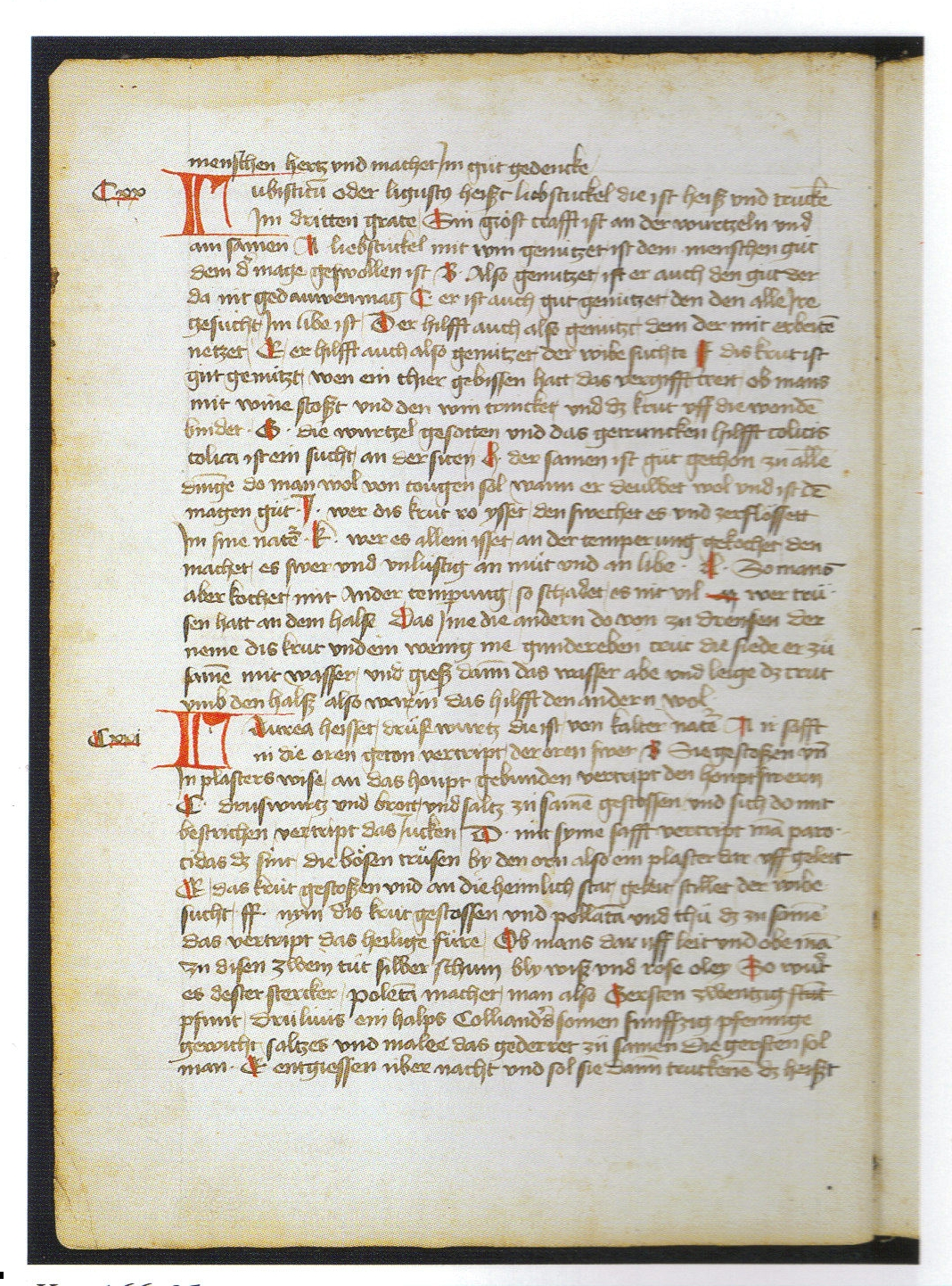
Blatt 35v der namensgebenden Handschrift aus dem Jahr 1456, die heute in Berlin aufbewahrt wird.

Das Speyrer Kräuterbuch ist ein deutschsprachiges Kräuterbuch aus dem Spätmittelalter, in dem Inhalte aus dem Macer floridus (lateinische und deutsche Fassung), dem Circa instans, der Naturkunde der Hildegard von Bingen und vermutlich einer weiteren Quelle kompiliert wurden. Bislang sind drei Handschriften aus der Mitte des 15. Jahrhunderts bekannt, die in Berlin, Mainz und St. Florian aufbewahrt werden. Benannt ist das Kräuterbuch nach der Handschrift Berlin, die 1456 in Speyer entstanden ist.

## Beschreibung
Zur Entstehung der Kompilation ist bislang nichts bekannt. Die identifizierten Quellen entstammen dem späten 11. bis frühen 13. Jahrhundert. Unklar ist auch, ob der Kompilator die lateinischen Quellen selbst übersetzt hat oder auf frühere, heute verschollene Übersetzungen zurückgreifen konnte. Wilhelm Gralap aus Speyer, der namentlich bekannte Schreiber der Handschrift Berlin, ist sicherlich nicht der Urheber der Kompilation.
Ein Vergleich der bekannten Handschriften zeigt, dass einzig der Textzeuge in St. Florian mit 215 Kapiteln nahezu vollständig ist, während die beiden anderen durch Blattverluste einige Lücken haben. Zudem weisen die Handschriften St. Florian und Mainz gegenüber Berlin einen etwas größeren Textbestand auf.
Eine Edition der Handschrift Berlin wurde 1994 von Barbara Fehringer veröffentlicht. 21 zusätzliche Kapitel der Handschrift St. Florian wurden 2019 von Magdalena Lichtenwagner ergänzt. Die Handschrift Mainz wurde bislang nicht gedruckt; eine textkritische Edition aller Textzeugen ist ebenfalls ein Desiderat. In einer solchen Edition könnte nicht nur der gesamte Text der drei Handschriften wiedergegeben, sondern auch das Verhältnis zueinander und die verwendeten Quellen genauer analysiert werden. Gegenüber der Ausgabe von Fehringer aus dem Jahr 1994 stünden für eine textkritische Edition zudem bessere Ausgaben des Deutschen Macers (2003) und der Naturkunde Hildegards (2010) zur Verfügung.

## Rezeption
Johann Wonnecke von Kaub übernahm Inhalte aus dem Speyrer Kräuterbuch in seinen erstmals 1485 gedruckten Gart der Gesundheit, teils unter falschen Autorennamen. So wurden einige Inhalte aus dem Macer floridus und der Naturkunde Hildegards anonym bis weit in die Neuzeit und zum Teil bis in die Moderne in Nachschlagewerken tradiert.

## Handschriften
- Berlin. Staatsbibliothek Preußischer Kulturbesitz, mgf 817, f. 1–61v, entstanden 1456.[6]
- Mainz. Stadtbibliothek, Hs. I 525. f. 5r–44v, entstanden um 1450.[7] (Digitalisat)
- St. Florian. Stiftsbibliothek, Cod. XI 641, f. 1–123r, entstanden im 3. Viertel des 15. Jahrhunderts.[8]